# Besenthal
Besenthal ist eine Gemeinde im Kreis Herzogtum Lauenburg in Schleswig-Holstein.

## Geographie
Die Gemeinde besteht aus Besenthal und den Ortsteilen Sarnekow und Gudower Mühle. Das gesamte Gebiet  (Hellbachtal) steht unter Landschafts- bzw. Naturschutz. Es fand nie eine Flächenzusammenlegung statt, sodass bis heute eine typische Knicklandschaft erhalten geblieben ist.

## Geschichte
Der Ortsteil Sarnekow wurde bereits 1194 im Isfriedschen Teilungsvertrag erstmals urkundlich erwähnt und wird gemeinsam mit Besenthal auch im Ratzeburger Zehntregister von 1230 aufgeführt. Besenthal bedeutet Binsental. Die beiden Dörfer liegen an der ältesten Salzstraße von Lüneburg nach Lübeck. Die Gemeinde Besenthal wurde 1926 mit der Gemeinde Sarnekow zu einer Gemeinde Besenthal vereinigt. Schon seit 1889 gehörten Besenthal und Sarnekow mit Gudower Mühle zum Amt Gudow, das 1971 mit dem Amt Sterley zum Amt Gudow-Sterley zusammengefasst wurde. Nach dessen Auflösung trat die Gemeinde 2007 dem Amt Büchen bei.

## Politik

### Gemeindevertretung
Bei der Kommunalwahl 2023 errang die Besenthaler Wählergemeinschaft erneut alle sieben Sitze in der Gemeindevertretung. Die Wahlbeteiligung betrug 78,9 Prozent.

### Wappen
Blasonierung: „In Gold über einem schwarzen Pflug eine rote Trappe, links und rechts begleitet von grünen Binsen.“